# Portscatho
Portscatho è un villaggio di pescatori e località balneare sulla Manica della costa sud-orientale della Cornovaglia (Inghilterra sud-occidentale), situato nella penisola di Roseland (dove si affaccia sulla baia di Gerrans) e facente parte - dal punto di vista amministrativo - del distretto di Carrick e della parrocchia civile di Gerrans. Nonostante si sia fuso con il villaggio di Gerrans, continua a mantenere una sua identità, oltre che una rivalità campanilistica con l'altro villaggio.

## Etimologia
Il toponimo Portscatho deriva da un termine in lingua cornica che significa letteralmente "porto/baie delle barche".

## Geografia fisica
Portscatho si trova tra St Mawes e Veryan (rispettivamente a nord/nord-est della prima e a sud/sud-ovest della seconda), a circa 25 km a sud di Truro e a circa 40 km ad est di Falmouth.

## Luoghi d'interesse
Tra i luoghi d'interesse di Portscatho, vi è un memoriale dedicato ai 26.380 morti in Birmania rimasti senza sepoltura.

## Feste & Eventi
- Portscatho Fish Festival[2]

## Portscatho nel cinema e nella fiction
- Portscatho è stata una delle location della serie televisiva The Camomile Lawn[4]

## Galleria d'immagini

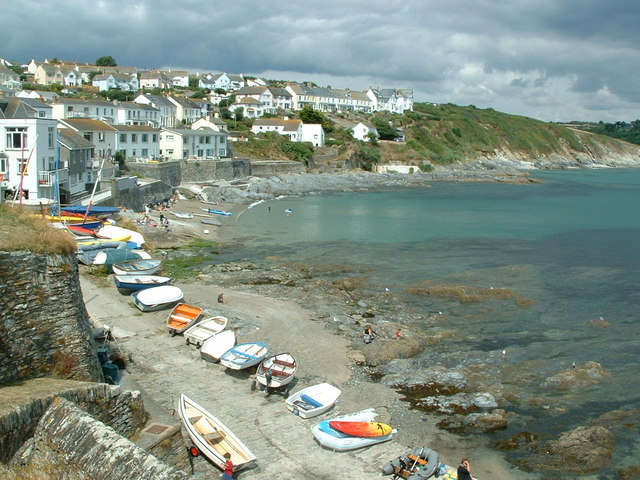
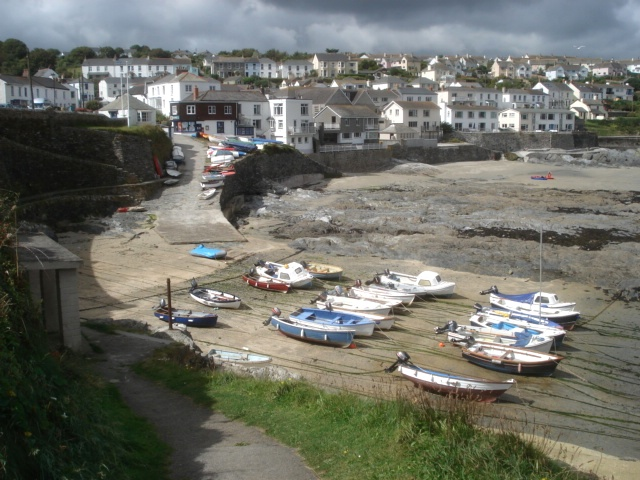
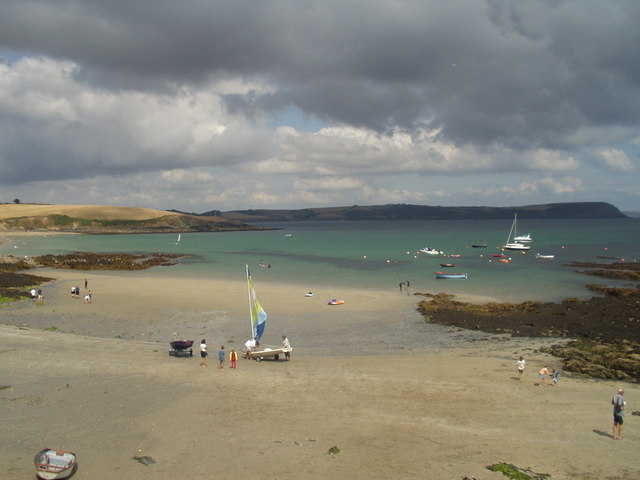
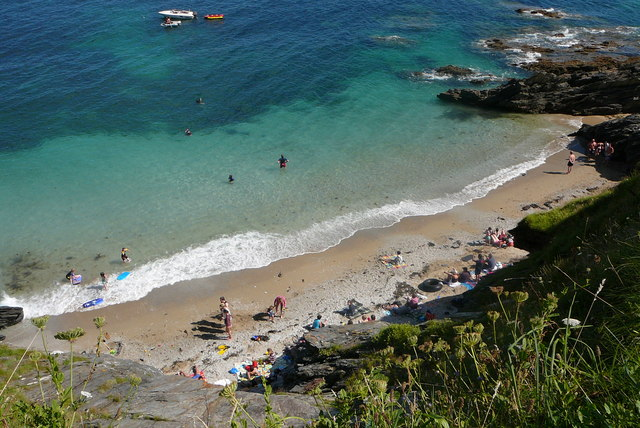